# Craugastor omiltemanus
Craugastor omiltemanus is een kikker uit de familie Craugastoridae. De soort werd voor het eerst wetenschappelijk beschreven door Albert Carl Lewis Gotthilf Günther in 1900. Oorspronkelijk werd de wetenschappelijke naam Syrrhaphus omiltemanus gebruikt en later werd de soort tot de geslachten Hylodes en Eleutherodactylus gerekend.
De soort komt voor in delen van Midden-Amerika en leeft endemisch in de bergketen Zuidelijke Sierra Madre in Mexico. Craugastor omiltemanus wordt bedreigd door het verlies van habitat.